# Polypedilum mellense
Polypedilum mellense är en tvåvingeart som först beskrevs av Maurice Emile Marie Goetghebuer 1942.  Polypedilum mellense ingår i släktet Polypedilum och familjen fjädermyggor.
Artens utbredningsområde är Belgien. Inga underarter finns listade i Catalogue of Life.